# Wirral line
La Wirral line è una linea del servizio ferroviario suburbano della città di Liverpool.
Caratterizzata dal colore verde, la linea collega Liverpool alla penisola di Wirral attraverso il Mersey Railway Tunnel. È una delle due ferrovie suburbane operate da Merseyrail, società che invece non opera su una terza linea cittadina ovvero la City line.

## Percorso
Delle 34 stazioni che compongono la Wirral line, solo 4 sono situate sul territorio della città di Liverpool, ovverosia sulla sponda est del fiume Mersey. Le stazioni in questione sono James Street, Moorfields, Liverpool Lime Street e Liverpool Central, percorse con un unico senso di marcia in senso orario con ricongiunzione a James Street.
Attraversando il Mersey Railway Tunnel in direzione ovest, la linea si divide in diverse diramazioni che portano ai 4 capolinea di Chester, Ellesmere Port, New Brighton e West Kirby.
Le stazioni Liverpool Central e Moorfields sono gli unici due interscambi con la Northern line.

## Caratteristiche
Così come la Northern line, anche la Wirral line è elettrificata a 750 V DC tramite terza rotaia, con uno scartamento standard (1 435 millimetri).
La velocità massima percorribile dai treni è di 70 mph (circa 110 km/h).
Dal lunedì al sabato, i treni partono ogni 15 minuti da Liverpool in direzione New Brighton, West Kirby e Chester, e ogni 30 minuti per Ellesmere Port. Alla domenica è previsto un collegamento ogni 30 minuti per ciascun capolinea.